# Anisor
Anisor är en ö i Finland. Den ligger i Skärgårdshavet i kommunområdet Nagu som hör till Pargas stad  i den ekonomiska regionen  Åboland i landskapet Egentliga Finland, i den sydvästra delen av landet. Ön ligger omkring 3 kilometer nordväst om Kirjais, 6 kilometer sydost om Nagu kyrka,39 kilometer sydväst om Åbo och omkring 170 kilometer väster om Helsingfors. Närmaste allmänna förbindelse är förbindelsebryggan vid Kirjais som trafikeras av M/S Nordep och M/S Cheri.
Öns area är 1,11 kvadratkilometer och dess största längd är 1,8 kilometer i öst-västlig riktning. Ön höjer sig omkring 30 meter över havsytan.